# Валуй Віталій Олексійович
Віталій Олексійович Валуй (17 квітня 1974, м. Новополоцьк, СРСР) — білоруський хокеїст, лівий нападник. Майстер спорту міжнародного класу.
Хокеєм почав займатися у 1982 році (тренер — В.Г. Голубєв). Вихованець хокейної школи ХК «Хімік» (Новополоцьк). Виступав за «Тівалі» (Мінськ), «Полімір» (Новополоцьк), «Металург» (Новокузнецьк), «Витязь» (Чехов), «Динамо-Енергія» (Єкатеринбург), «Газовик» (Тюмень), ХК Гомель, «Динамо» (Мінськ), «Юність» (Мінськ), «Металург» (Жлобин), «Беркут» (Київ), Хімік-СКА.
У складі національної збірної Білорусі провів 31 матч (3+5), учасник чемпіонатів світу 2000 і 2001 (12 матчів, 1+1). 
Досягнення
- Чемпіон Білорусі (1996, 1997), срібний призер (1995), бронзовий призер (1993, 1994)
- Бронзовий призер чемпіонату СЄХЛ (1996, 1997)
- Бронзовий призер чемпіонату Росії (2000)
- Бронзовий призер чемпіонату України (2012)
- Володар Кубка Білорусі (2009).